# De Seule
De Seule (Frans: Le Seau) is een gehuchtje in Nieuwkerke, een deelgemeente van de Belgische gemeente Heuvelland. Het landelijk gehuchtje ligt op de Franse-Belgische grens, drie kilometer ten zuiden van het centrum van Nieuwkerke en in het oosten van de Franse stad Belle, vijf kilometer ten oosten van het stadscentrum. Anderhalve kilometer ten westen ligt het gehucht De Krebbe, een kilometer ten oosten het gehucht Pont d'Achelles.

## Geschiedenis
Reeds in de 17de eeuw werd het plaatsje vermeld. Het Vlaamse woord "seule" betekent emmer, in het Frans "seau". De 18de-eeuwse Cassinikaart duidt het gehuchtje aan als le Seau langs de weg van Belle naar Armentiers, met daarbij een windmolen. De Ferrariskaart uit de jaren 1770 toont hier een herberg ("Cabaret du Seau") en de windmolen "Moulin du Seau".

## Verkeer en vervoer
De Seule ligt op het kruispunt van de Franse weg Belle-Armentiers (D933) en de Belgische weg naar Nieuwkerke (N331).
Belle · De Krebbe · Outtersteene · De Seule (deels) · Le Steent'je
Deelgemeenten: Dranouter · Kemmel · Loker · Nieuwkerke · Westouter · Wijtschate · Wulvergem 

Overige plaatsen: De Klijte · De Seule (deels) · Romarin

Belgische gemeenten · Arrondissement Ieper · West-Vlaanderen · Vlaanderen